# بسخة
البَسْخَة أو الباسخا (بالروسية: па́сха، وتعني قريشة عيد الفصح)، هو نوع من الحلوى تحضر في فترة الأعياد في الدول الأرثوذكسية الشرقية. تحضر غالبا في فترة الصوم الكبير.

## طريقة التحضير

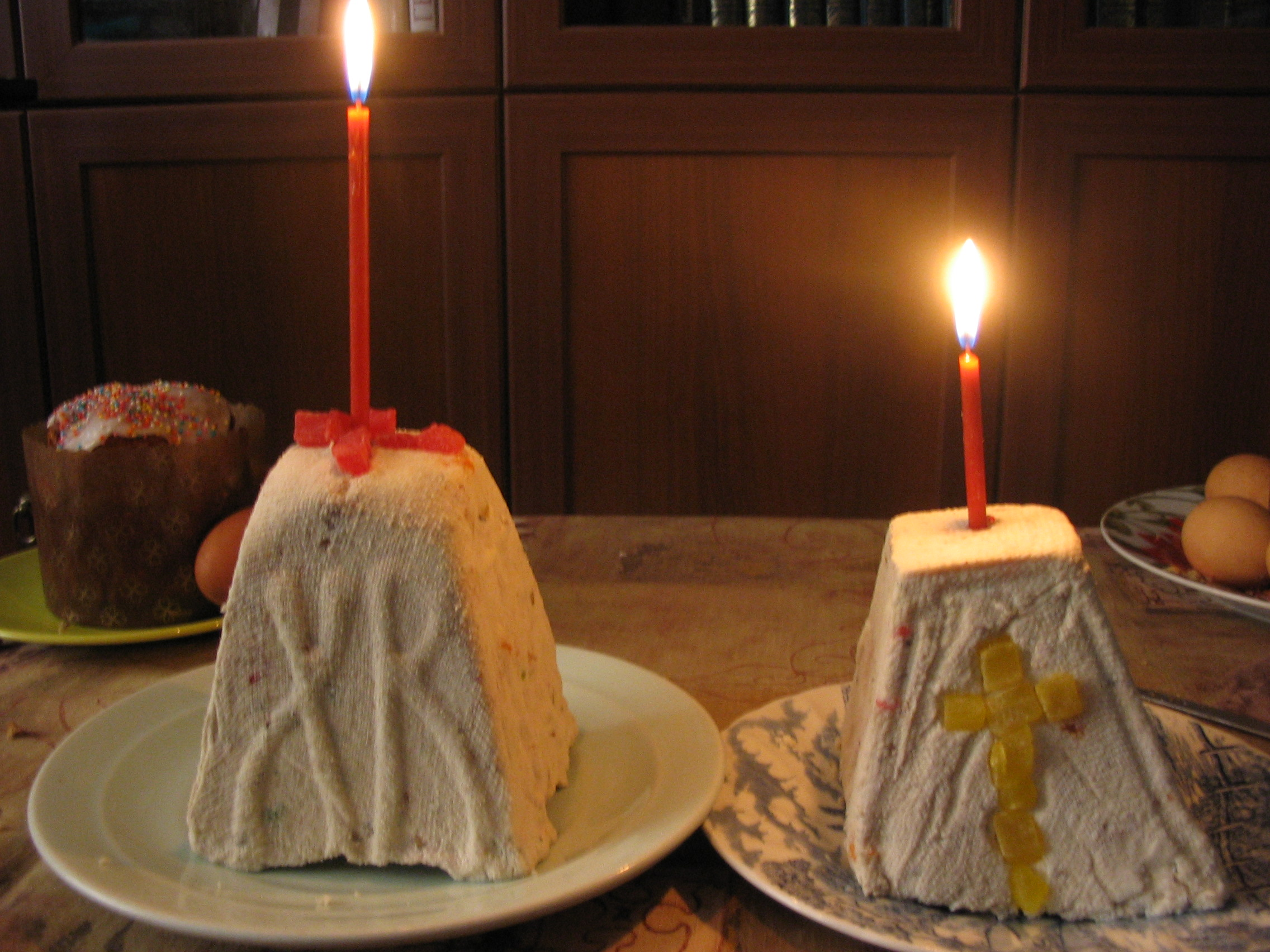
باسخاتين مع الشموع

تمرر القريشة عبر الغربال (المصفاة). يفصل صفار البيض عن بياضه. يخلط الصفار مع نصف السكر ويضاف إلى القريشة، ثم تضاف الزبدة والقشطة. يخفق البياض مع النصف الثاني من السكر جيدا ويضاف إلى الخليط. ثم يوضع الخليط على نار هادئة ويطبخ مع التحريك المستمر حتى ظهور فقعات هوائيه فيه. يضاف الزبيب والفواكه المجففة والبندق المجروش والفانيليا وحب الهيل والزنجبيل. يترك حتى يبرد قليلا، مع مواصلة تحريك الخليط من وقت لآخر.
ثم يسكب الخليط إلى أوعية مثقبة مثل الغربال أو المصفاة، ومفروشة بقماش رقيق ويترك في الثلاجة لعدة ساعات حتى يسيل الجزء الأكبر من السائل (الماء) الفائض المتبقي في العجينة عبر ثقوب الأوعية. ثم توضع أغطية مناسبة على الأوعية وعلى رأسها أثقال كي يكون الخليط تحت الضغط ويترك في الثلاجة ليومين أو 3 أيام حتى يسيل السائل (الماء) المتبقي في العجينة من خلال الأوعية بشكل تام. ثم تخرج البسخة من الأوعية بحذر باستخدام أطراف القماش.

## معرض صور

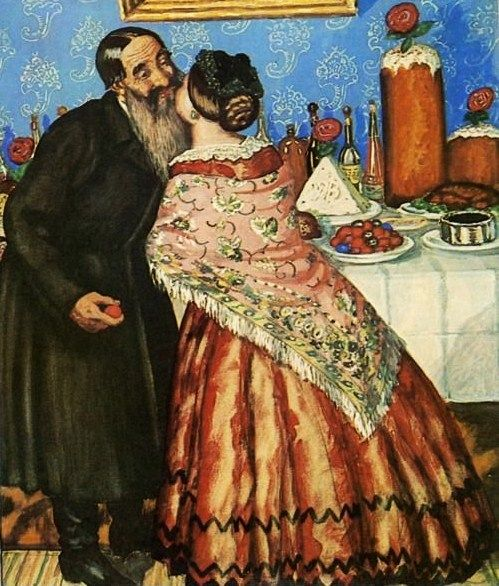
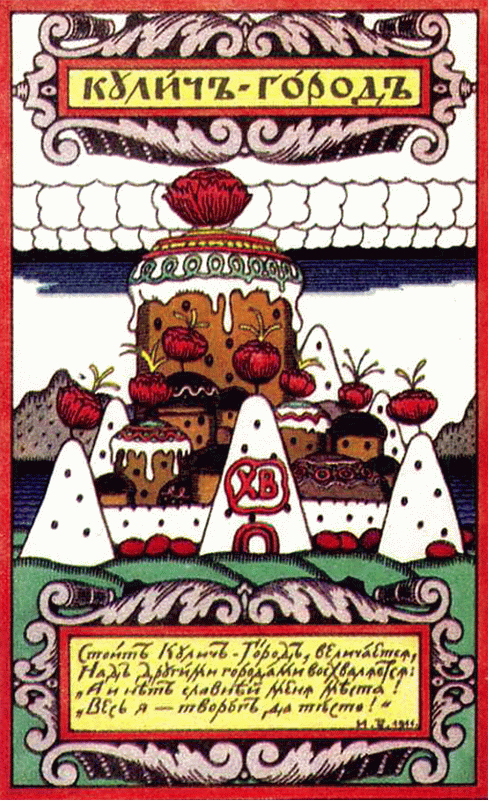
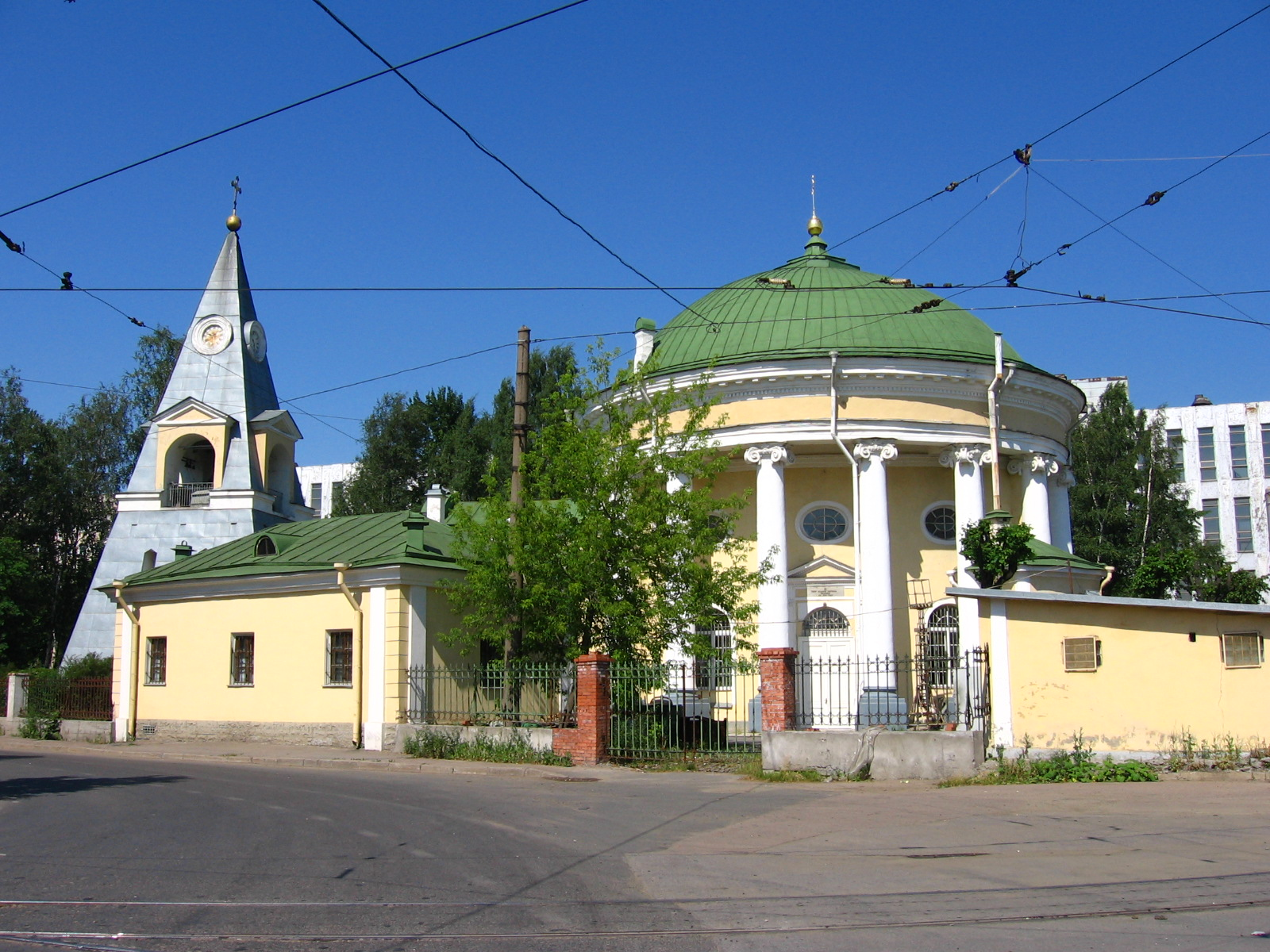